# Epistola consolatoria a Pino de' Rossi
L'Epistola consolatoria a Pino de' Rossi fu una lettera in volgare che Giovanni Boccaccio inviò al politico fiorentino Pino de' Rossi nel 1360-1361.

## Contenuto e analisi

### Premessa
Una delle tre epistole scritte in volgare, quest'epistola fu scritta in concomitanza con un grave problema di politica interna a Firenze: alcuni esponenti politici vicini a Boccaccio e a Pino de' Rossi tentarono di sconvolgere le istituzioni della Repubblica di Firenze, ma furono scoperti. Per quanto Boccaccio e il de' Rossi furono all'oscuro delle trame politiche di costoro, il primo fu esonerato dalla Signoria da tutti gli incarichi e costretto a rimanere nella quiete di Certaldo; per il de' Rossi, invece, scattò l'esilio e si rifugiò a Volterra, dove era signore il cognato Bocchino Belforti.

### Analisi
La lunga lettera vede, come sottolinea Teresa Nocita, come destinatario il de' Rossi in una consolatoria che però è rivolta innanzitutto al Boccaccio stesso. Afflitto dal trattamento ricevuto da parte della Signoria, Boccaccio non esita ad invitare Pino (e sé stesso), dopo aver rievocato le sfortune di molti altri eroi dell'antichità classica, ad andare oltre la sciagura che è capitata:
(Epistola consolatoria a Pino de' Rossi)
Inoltre Boccaccio rievoca anche la vita che sta conducendo a Certaldo, in quell'otium letterario che può solo rinfrancare l'animo di chi ha patito la sfortuna:
(Epistola consolatoria a Pino de' Rossi, 171)